# Gonzalo Suárez
Gonzalo Suárez Morilla (Oviedo, Asturias; 30 de julio de 1934) es un director de cine, guionista, escritor y periodista español.

## Biografía
Director de cine, escritor y  guionista. Gonzalo Suárez nace en Oviedo en los albores de la revolución minera de 1934. En el año 1936 la guerra civil le sorprende en Madrid, donde su padre, Gonzalo Suárez Gómez, catedrático de francés especializado en François Villon, había ido a presidir unos exámenes. Hasta los diez años no va al colegio, antes de poder ingresar en el Liceo Francés de Madrid. Es su padre, depurado por socialista, quien se ocupa hasta entonces de su instrucción. En el 1951 inicia estudios de Filosofía y Letras en Madrid, escribe obras de teatro y protagoniza, entre otras, El momento de tu vida de William Saroyan, Medea de Eurípides y La tempestad de Shakespeare. Influenciado por la vida y obra de los impresionistas se dedica a la pintura. Incómodo en la España de la época, abandona los estudios y marcha a Francia (París, La Seyne-sur-Mer) donde realiza trabajos eventuales.
En 1958 llega con su mujer, Hélène Girard, a Barcelona, donde practica el periodismo con el seudónimo de Martin Girard. A pesar de su creciente éxito, deja el periodismo y publica sus primeros libros, que suponen una ruptura con el naturalismo en boga. Algunos de sus relatos son adaptados al cine y así, en 1966, inicia su obra cinematográfica. A partir de ese momento, alternará ininterrumpidamente libros y películas.
Es padre de Anne-Hélène Suárez, Sylvia Suárez, Gonzo Suárez y Elsa Suárez y hermano del director de fotografía Carlos Suárez.[cita requerida]

### Julio Cortázar sobre Suárez
Julio Cortázar dijo de él: "Para alguien que aprecie los juegos sigilosos de una inteligencia irónica, y la marginalidad deliberada allí donde la gran mayoría trabaja a full time, la obra resbaladiza y casi inasible de Suárez dibuja en el panorama español contemporáneo algo análogo a lo que pudo dibujar en Francia la obra de Boris Vian. Cuando se los espera en una pantalla de cine o en un escenario, desaparecen bruscamente para mostrarse detrás de las tapas de un libro o de un solo de trompeta; quienes les habían dado cita en una mesa redonda, comprobarán consternados el hueco de su ausencia a la misma hora en que una ama de casa  estupefacta descubrirá que un huésped de amable sonrisa ocupa una silla a la que nadie lo había invitado. De alguna manera cuyo secreto sólo él conoce, Gonzalo Suárez transita desde hace años por los registros más variados de la vida intelectual española, pero esa actitud tránsfuga y casi de fantasma inquieta e incluso enoja a los críticos amantes del orden, los géneros y las etiquetas.
"¿Escritor que hace cine, cineasta que regresa a la Literatura? De cuando en cuando hay mariposas que se niegan a dejarse clavar en el cartón de las bibliografías y los catálogos, de cuando en cuando, también, hay lectores o espectadores que siguen prefiriendo las mariposas vivas a las que duermen su triste sueño en las cajas de cristal".

## Obra

### Filmografía
Películas dirigidas por Gonzalo Suárez:
| Año  | Película                                                 | Principales actores                                                                              |
| ---- | -------------------------------------------------------- | ------------------------------------------------------------------------------------------------ |
| 2021 | Alas de tiniebla                                         | Ana Álvarez, José Sacristán, Charo López                                                         |
| 2019 | El sueño de Malinche                                     | Marián Álvarez, Carmelo Gómez, Ana Álvarez, Santiago Meléndez, Pablo Guerrero                    |
| 2007 | Oviedo Express                                           | Bárbara Goenaga, Carmelo Gómez, Najwa Nimri, Jorge Sanz, Maribel Verdú                           |
| 2005 | El genio tranquilo                                       | Manuel Medina, Aitana Sánchez-Gijón, Ayanta Barilli                                              |
| 2000 | El portero                                               | Maribel Verdú, Carmelo Gómez, Antonio Resines, Elvira Mínguez, Roberto Álvarez                   |
| 1997 | Tindaya - Chillida: un proceso de creación               | Eduardo Chillida                                                                                 |
| 1995 | Mi nombre es sombra                                      | François-Eric Gendron, Amparo Larrañaga                                                          |
| 1994 | El detective y la muerte                                 | María de Medeiros, Javier Bardem, Carmelo Gómez, Héctor Alterio, Charo López, Mapi Galán         |
| 1992 | La reina anónima                                         | Carmen Maura, Marisa Paredes, Juanjo Puigcorbé                                                   |
| 1991 | Don Juan en los infiernos                                | Fernando Guillén, Mario Pardo, Charo López, Héctor Alterio, Olegar Fedoro                        |
| 1990 | El lado oscuro                                           | Héctor Alterio, Hugo Gorban                                                                      |
| 1988 | Remando al viento                                        | Virginia Mataix, José Luis Gómez, Hugh Grant, Valentine Pelka, Lizzy McInnerny, Elizabeth Hurley |
| 1985 | Los pazos de Ulloa (serie de televisión)                 | Omero Antonutti, José Luis Gómez, Victoria Abril, Charo López                                    |
| 1984 | Epílogo                                                  | Francisco Rabal, José Sacristán, Charo López, Sonia Martínez, Chus Lampreave                     |
| 1982 | La mujer fría (episodio de La mujer de tu vida)          | El Gran Wyoming, Ana Obregón                                                                     |
| 1980 | Una leyenda asturiana (cortometraje)                     | Oscar Ladoire                                                                                    |
| 1979 | Cuentos para una escapada (episodio Miniman y Superlobo) | José Luis Borau, Chus Lampreave, Carmen Santonja                                                 |
| 1977 | Reina Zanahoria                                          | Fernando Fernán Gómez                                                                            |
| 1977 | Parranda                                                 | José Sacristán, Antonio Ferrandis, Fernando Fernán Gómez, José Luis Gómez                        |
| 1976 | Beatriz                                                  | Jorge Rivero, José Sacristán, Carmen Sevilla, Nadiuska, José Ruiz Lifante                        |
| 1974 | La Regenta                                               | Emma Penella, Keith Baxter, Nigel Davenport, Adolfo Marsillach, Charo López, Agustín González    |
| 1973 | La loba y la paloma                                      | Carmen Sevilla, Donald Pleasence, Michael Dunn, Muriel Català                                    |
| 1972 | Al diablo con amor                                       | Ana Belén, Víctor Manuel, Luis Ciges                                                             |
| 1971 | Morbo                                                    | Ana Belén, Víctor Manuel, Michael J. Pollard, María Vico                                         |
| 1970 | Aoom                                                     | Lex Barker, Teresa Gimpera, Romy, Bill Dyckes                                                    |
| 1969 | El extraño caso del doctor Fausto                        | Gonzalo Suárez, Alberto Puig Palau, Olga Vidal, Teresa Gimpera                                   |
| 1969 | Ditirambo                                                | Gonzalo Suárez, Charo López, Lou Bennett, Ángel Carmona, Francesc Català Roca, Bill Dyckes       |
| 1967 | Ditirambo vela por nosotros                              | Gonzalo Suárez, Marianne Bennett, Bill Dyckes, Silvia Suárez                                     |
| 1966 | El horrible ser nunca visto                              | Francisco Balcells, Silvia Suárez                                                                |

### Teatro
Obras de teatro dirigidas por Gonzalo Suárez: Año 2000, adaptación y dirección.

### Libros
- De cuerpo presente, Luis de Caralt, Barcelona, 1963
- Los once y uno, Rondas, Barcelona, 1964
- Trece veces trece, Ediciones Ferré, Barcelona, 1964
- El roedor de Fortimbrás, Ferré, Barcelona, 1965
- Rocabruno bate a Ditirambo, Ferré, Barcelona, 1966
- La zancada del cangrejo, Los Papeles de Son Armadans, Palma de Mallorca, 1969
- Operación Doble Dos, Planeta, Barcelona, 1974
- Gorila en Hollywood, Planeta, Barcelona, 1980
- La reina roja, Cátedra, Madrid, 1981
- El asesino triste, Alfaguara, Madrid, 1994
- La literatura, Alfaguara, Madrid, 1997
- Ciudadano Sade, Areté, Madrid, 1999
- Yo, ellas y el otro, Areté, Madrid, 2000
- El cine: de las cavernas a la pantalla, Universidad de León, León, 2001
- El hombre que soñaba demasiado, Areté, Madrid, 2005
- La suela de mis zapatos, Seix Barral, Barcelona, 2006
- Dos pasos en el tiempo. De Aoom a El Genio tranquilo, Asturias 1969-2006; Ocho y medio, Madrid, 2006
- El secreto del cristal. Aforismos y desafueros de Gonzalo Suárez, Fernando Villaverde, Madrid, 2008
- Las fuentes del Nilo, Alfaguara, Madrid, 2011
- El síndrome de Albatros, Seix Barral, Barcelona, 2011
- Con el cielo a cuestas, Penguin Random House Grupo Editorial, 2015
- La musa intrusa, Literatura Random House, 2019
- El sueño de Malinche, con ilustraciones de Pablo Auladell; Editorial La Huerta Grande, 2019
- El cementerio azul, Literatura Random House, 2022
- El caso de las cabezas cortadas, con ilustraciones de Gonzalo Suárez, Nórdica, Madrid, 2025

### Guiones
- 1965 Fata Morgana, con Vicente Aranda, que dirigió la película.
- 1975 Operación Doble Dos, con el director Sam Peckinpah; basado en la novela homónima de Suárez, no se rodó; fue publicado en la revista Viridiana, núm. 12.
- 1980 La colmena, dirigida por Mario Camus.

## Adaptaciones de la obra de Gonzalo Suárez

### Teatro
2001 Palabras en penumbra, adaptación teatral de textos de Gonzalo Suárez dirigida por Carles Alberola, Albena Teatre. Premio de las Artes Escénicas de la Generalidad Valenciana a la mejor dirección y premio de la crítica de Valencia a la mejor dirección escénica.

### Ópera
2004 La noche y la palabra con música de José Manuel López, libreto de Gonzalo Suárez e imágenes escénicas de José Manuel Broto. Estrenada en Madrid, 2004, Teatro de la Abadía. Se representó, también, en la Bienal de Venecia (2005).
En esta ópera, José Manuel López crea un fresco de gran potencia dramática a partir de textos preparados por el director cinematográfico y escritor asturiano Gonzalo Suárez, extraídos de los memoriales que recuerdan la tragedia del encuentro entre Moctezuma y Hernán Cortés y adaptados por el propio compositor y Andrés Lima, responsable, por su parte, de la dirección escénica. Además del tenso clima musical y teatral minuciosamente conseguidos, en esta ópera destacan las imágenes creadas por el pintor Broto, que sitúa en el centro de la escena una pantalla por la que sus estilizadas abstracciones cobran vida a través de un tratamiento informático que sugiere con rotundidad el laberinto mental de los personajes y el viaje a través de una jungla de colores y signos de sorprendente plasticidad. (Jorge Fernández Guerra, El País, 4-06-2005).

## Premios y distinciones
Festival Internacional de Cine de Cannes
| Año  | Categoría           | Película | Resultado |
| ---- | ------------------- | -------- | --------- |
| 1984 | Prix de la Jeunesse | Epílogo  | Ganador   |

Festival Internacional de Cine de San Sebastián
| Año  | Categoría                         | Película          | Resultado |
| ---- | --------------------------------- | ----------------- | --------- |
| 1988 | Concha de Plata al mejor Director | Remando al viento | Ganador   |
| 1988 | Premio del Ateneo Guipuzcoano     | Remando al viento | Ganador   |

- Premio Luis Buñuel por La Regenta (1974).
- Festival de Río de Janeiro. Premio Especial del Jurado. Epílogo, 1984.
- Premio al Mejor Guion del Festival international de Paris du film fantastique et de science-fiction por Remando al viento (1987).
- Premios Anuales de la Academia «Goya» por Remando al viento (1987).
- Medalla del Círculo de Escritores Cinematográficos al mejor director por Don Juan en los infiernos (1991).[7]
- Premio Nacional de Cinematografía 1991.
- Premio Sant Jordi a la Mejor Película: El portero (2000).
- Premio Nacional de Cinematografía Nacho Martínez (2003).
- Premio Terenci Moix 2012
- Fotogramas de Plata 2012.
- Medalla de Oro de Bellas Artes (03/04/1990).[8]
- Caballero de laCaballero de las Artes y las Letras (23/09/1997) (Francia).
- Medalla de Plata del Principado de Asturias
- Hijo Adoptivo de la Ciudad de Llanes
- Director honorario de La Escuela de Cine de Ponferrada (Universidad de León).
- Premio ABC Cultural & Ámbito Cultural (2014).
- Caballero Gran Cruz de la Orden de Alfonso X el Sabio (07/10/2016).[9]
- Medalla de Oro de los Premios Forqué (2020).[10]
- Premio Isaac del Rivero, en el Festival de Cine de Gijón (2021) al conjunto de su carrera artística.[11]
- Premio Luis Buñuel, en el 49º Festival Internacional de Cine de Huesca (2021).«Gonzalo Suárez recoge el premio Luis Buñuel del 49º Festival Internacional de Cine de Huesca».
- Premio Goya Honorífico 2026.[12]